# 脱氢雄酮
脱氢雄酮（英語：Dehydroandrosterone，缩写DHA，5-DHA，或 雄-5-烯-3α-醇-17-酮 英語：），是一种内源雄激素甾体激素。脱氢雄酮是脱氢表雄酮（DHEA；雄-5-烯-3β-醇-17-酮）的3α-差向异构体，也是雄甾酮（5α-雄烷-3α-醇-17-酮）的5(6)-脱氢产物。脱氢雄酮和其它弱的雄激素如DHEA、雄烯二醇和雄烯二酮一样由腎上腺分泌。